# Brigid Kosgeiová
Brigid Kosgeiová (* 20. února 1994) je keňská atletka - běžkyně na dlouhých tratích, která se věnuje především maratónskému běhu. V říjnu roku 2019 překonala po dlouhých 16 letech ženský světový rekord na maratónské trati časem 2:14:04 hodiny při maratónu v Chicagu. Ve stejném roce překonala také ženský světový rekord na poloviční půlmaratonské trati v rámci Great North Run v britském South Shields, a to časem 1:04:28 hod.

## Osobní rekordy
- Půlmaratónský běh - 1:04:28 hod. (South Shields, 2019)
- Maratónský běh - 2:14:04 hod. (Chicago, 2019)